# 오토구로 다쿠토
오토구로 다쿠토(일본어: 乙黒 拓斗, 1998년 12월 13일~)는 일본의 레슬링 선수이다. 2020년 하계 올림픽에서 남자 자유형 라이트급 금메달을 획득했다.

## 개인사
형인 게이스케도 레슬링 선수이다.

## 수상
- 자수포장(2021년)